# Art Spiegelman
Art Spiegelman (* 15. února 1948, Stockholm, Švédsko) je americký komiksový kreslíř, editor a spisovatel, známý jako autor komiksu Maus, za který obdržel Pulitzerovu cenu.

## Biografie

### Mládí
Spiegelman se narodil ve Stockholmu židovským uprchlíkům Vladkovi a Anje Spiegelmanovým, kteří přežili koncentrační tábory Osvětim a Dachau. Měl staršího bratra Rysia, kterého rodiče za druhé světové války poslali do ghetta Sosnowiec-Środula k tetě Toshe. Když nacisté začali ghetto deportovat, Tosha otrávila sebe, svou dceru Bibi, neteř Lonia i Rysia.
V roce 1960 se rodina odstěhovala do USA, kde dvanáctiletý Spiegelman objevil komiksové příběhy a sám začal kreslit, nejprve kopíroval jiné komiksy, posléze si je i sám vymýšlel. Vyrůstal v Rego Parku v Queens v New Yorku a graduoval na Střední škole umění a designu (High School of Art and Design) na Manhattanu.
V zimě roku 1968 se nervově zhroutil. Po jeho propuštění z nemocnice spáchala jeho matka Anja sebevraždu, aniž by nechala dopis na rozloučenou. Spiegelman o této události napsal čtyřstránkový příběh nazvaný Vězeň planety peklo (angl. Prisoner on the Hell Planet).

### Vydávání komiksů
Se svou pozdější ženou Françoise Mouly se seznámil roku 1975. Spolu začali v roce 1980 vydávat avantgardní magazín RAW, ve kterém bylo vedle děl talentovaných kreslířů jako Charles Burns a Gary Panter také publikované první velké Spiegelmanovo dílo Maus I: Příběh očitého svědka znám také jako Maus I: Otcova krvavá pouť dějinami. Spiegelman v něm podle vzpomínek svého otce vypráví, co jeho rodiče prožili v Polsku za války. Za Maus obdržel Spiegelman roku 1992 Pulitzerovu cenu jako první kreslíř komiksů. Druhý díl Maus II: A tady začalo moje trápení následoval roku 1992.

### Aktuální život
Roku 1992 byl přijatý Tinou Brown do The New Yorker, pro který pracoval deset let. Rezignoval několik měsíců po teroristickém útoku 11. září 2001.
Spiegelman ostře kritizoval vládu George W. Bushe.[zdroj?] Roku 2005 ho Time Magazine zahrnul do stovky nejvíce vlivných lidí. V současné době je na volné noze, pracuje v New Yorku. S manželkou a dvěma dětmi, Nadjou a Dashiellem, žije v centru Manhattanu.